# 面条

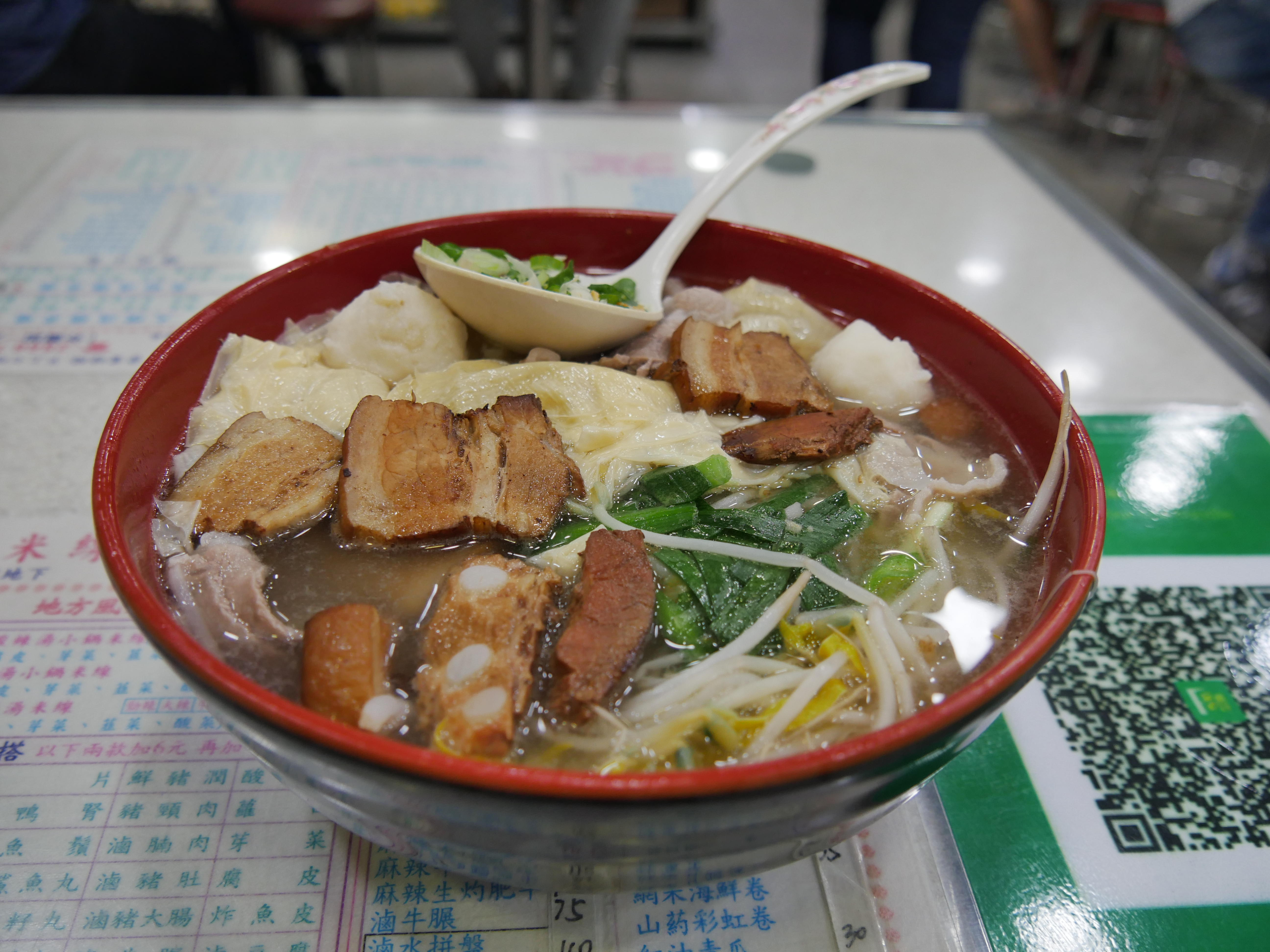
一碗麵

麵或麵条是用穀物（如小麥、玉米、稻米）、豆类（如綠豆）、堅果（如橡子）或根（如番薯、葛根）、茎（如洋芋、榆皮）制成的粉加水和成麵团，然後通過压、切或者搓、拉、捏等各種手段制成的線狀、条状或長片状的食品，可经煮、炒、烩、炸等烹調方式食用。以稻米、綠豆、洋芋等為原料的麵條通常稱為粉。
关于麵条的最早文字记录在中国东汉时期，2005年時，中国社会科学院考古研究所研究员叶茂林在青海省的喇家遗址中发现了距今4,000年以上历史的麵条，长50厘米，宽3厘米，由粟制成，根據最早的史料及实物佐证，因此通常認為面起源于中国新石器時代。

## 別名
一些地區稱呼同類食品有別的名字，如魯南部份地區稱麵條為“麵湯”（湯讀輕聲，指麵條湯時為“面湯湯”）。

## 東亞麵條

### 中式面条

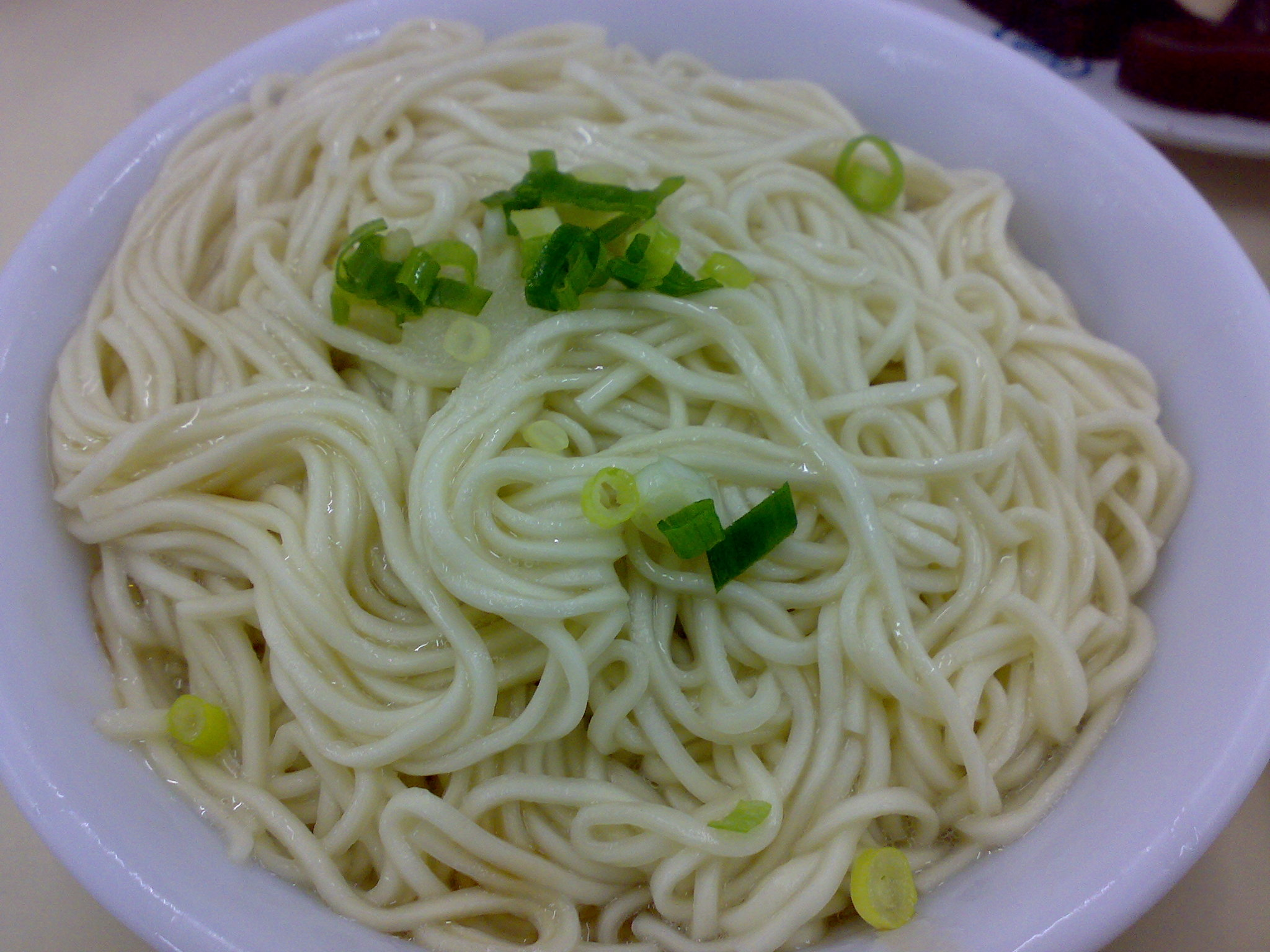
陽春麵

在中国，最初所有面食统称为饼，其中在汤中煮熟的叫「汤饼」，即最早的麵条。汉刘熙《释名·释饮食》中有索饼；北魏贾思勰《齐民要术》中记有「水引饼」，是一种一尺一断，薄如“韭叶”的水煮食品；唐朝又有称为冷淘的过水凉面；宋朝饮食市场上的面条品种达10种之多，丰富多彩，有插肉麵、浇头麵等；元朝出现了可以久存的挂麵；明朝有制作技术高超的拉麵，还有山西等地制作特殊的刀削麵；清朝乾隆年间又有经过煮、炸后，再加入菜肴烧焖而熟的伊府麵，这些都是中国历史上著名的麵条制品。
面条的口感好，制作简单，所以在中国非常流行。而由于製条、调味的不同，使中国各地及華人世界出现了数以千计的麵条品种，让人目不暇接。麵條類型有白麵條、拉麵、青海的麵片、麵線、油麵、生麵、米粉、米線、刀削麵等。

### 日本面条

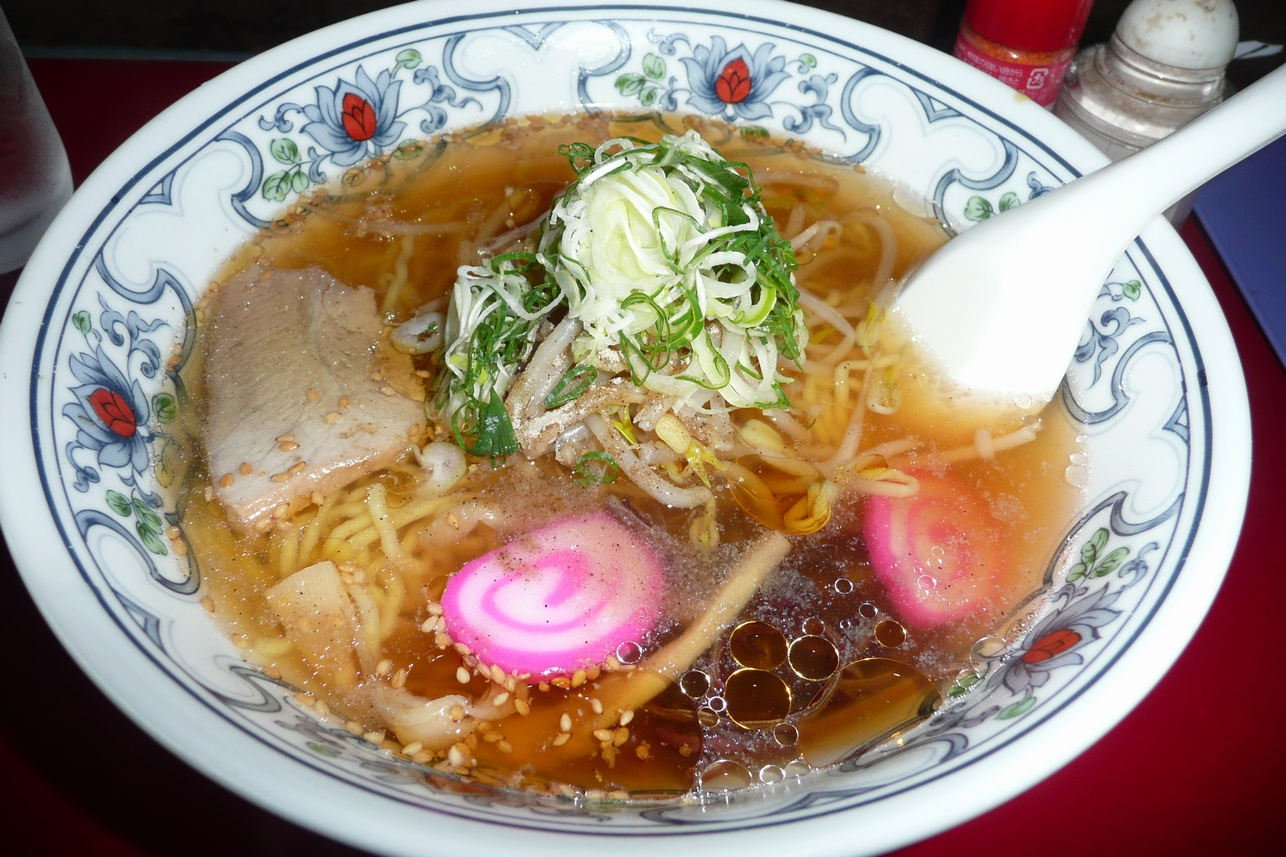
日本拉麵

根据日本学者田中静一考证，面条可能是在唐朝传入日本，《和名类聚抄》称为索饼。用切割馄饨薄面皮制造面条的另一种方法，可能在15世纪时由中国传入日本奈良，当时写为“温饨”读作udon(乌东)；至于馒头则是在元代由林净因传入日本，林净因在日本被称为馒头之父，在奈良有一座林净因记念神殿。
著名的麵条有主要有拉面、乌冬面、荞麦面与素麵。其中拉面种类最多。按照面汤的种类主要分醬油麵、味噌麵和鹹味麵。
二十世纪中，日籍臺灣人吴百福發明了泡麵，迅速在亞洲流行開來。

### 朝鲜面条
朝鲜麵條㮔類有素麵、玉米麵。按照吃法有冷麵、拌麵、炒麵、湯麵等。配料有泡菜、海鲜等。

### 其他地區
面条在明代传入东南亚。柬埔寨称为Numbanchock，泰国叫Sen mee，印尼和马来西亚称为mie或mi。

## 意大利面条

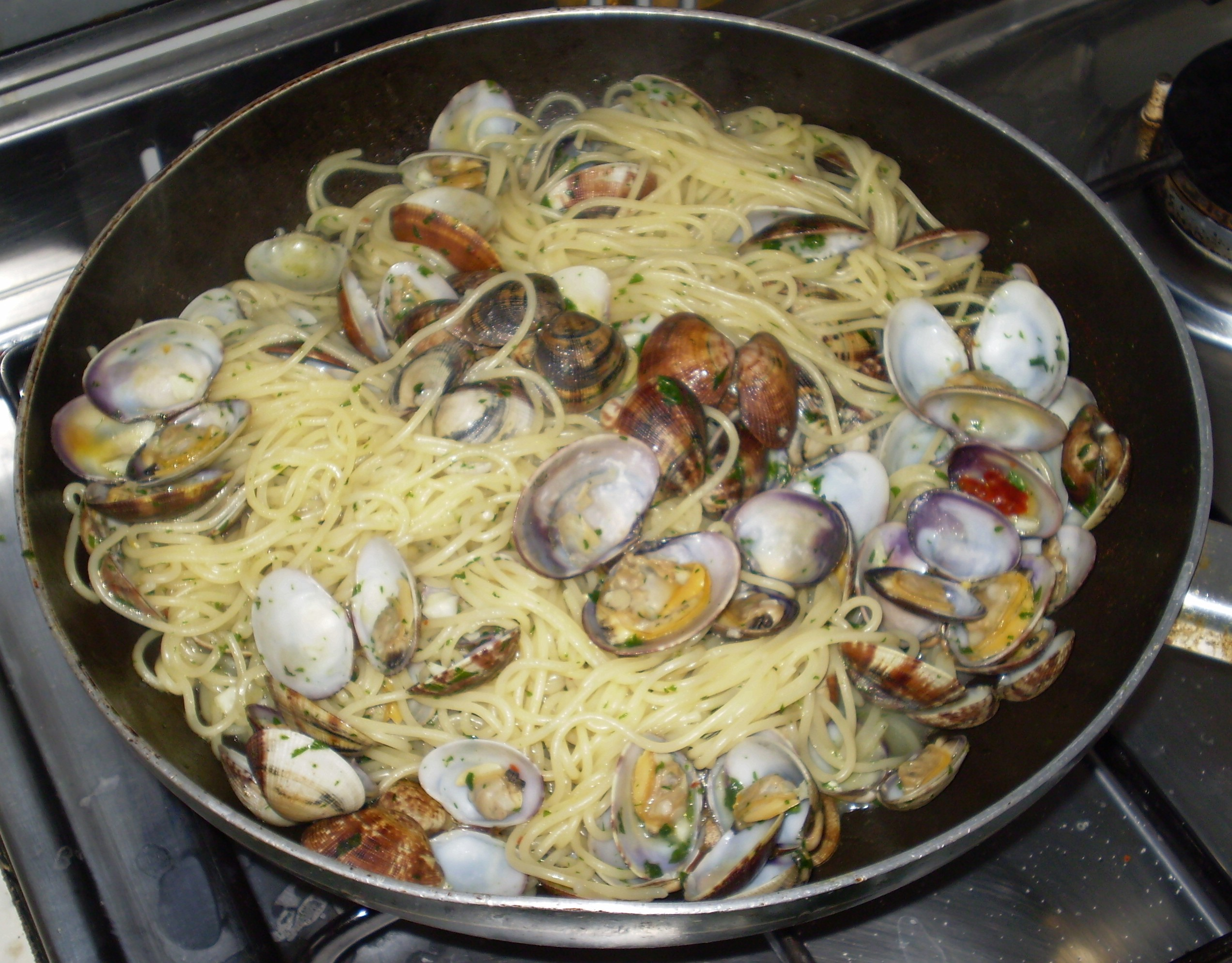
意大利面

考古學家考證，在意大利中部一個公元前4世紀的伊特魯裏亞人的墓穴裡發現有意大利粉，但這是不是現代義大利麵的原型尚無法確定，目前關於現代義大利麵製作起源比較可靠的證據約可追蹤到西元13或14世紀。
传说旅行家马可波罗将面条由中国介绍到意大利，但没有确实的证据。事实上在马可波罗回到意大利之前，意大利已经流行通心面Maccheroni和细面条Vermicelli。保存在意大利热那亚档案馆有一份士兵巴士托内在1279年写的遗书，嘱咐将一篮子通心面交给亲属。Rosenberg 和石毛直道指出，面条可能通过丝绸之路，先由中国传入阿拉伯，再由阿拉伯食品传入西西里岛，再經貿易传入意大利半岛。
無論如何，義大利麵的本地化過程，各種形狀製作方法陸續發明出來，成為獨立風味的食品，18世纪意大利又发明了番茄酱面条，此后成意大利食品风行世界。

## 中东面条
1226年的巴格达，流行Rishta--一种线形面条，和Ytriyya--通心粉。

## 麵條圖集

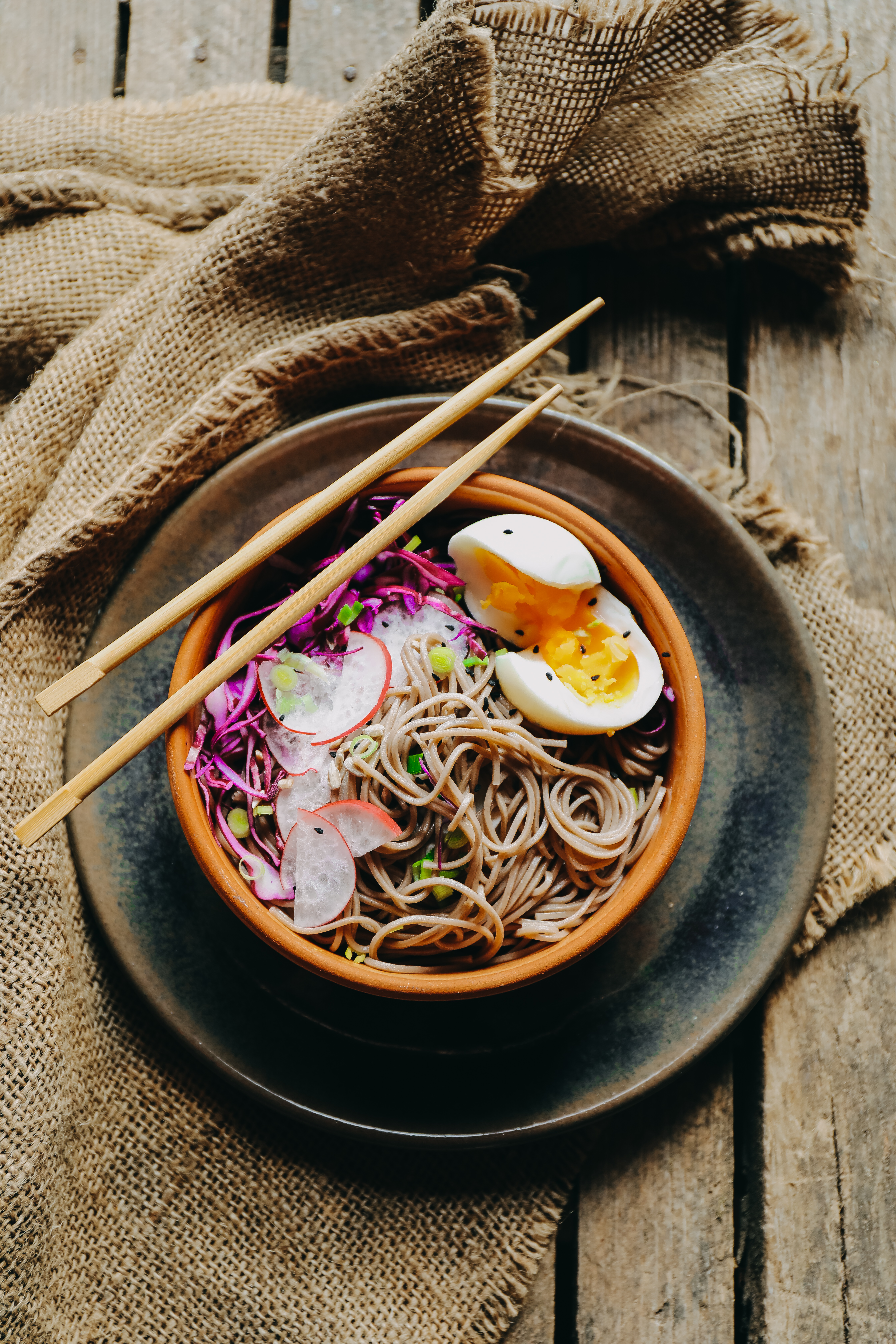
蕎麥麵